# هانولا
هانولا (به لاتین: Hanwella) یک منطقهٔ مسکونی در سری‌لانکا است که در ناحیه کلمبو واقع شده‌است.